# インポータンス・オヴ・ビーイング・アイドル
「インポータンス・オヴ・ビーイング・アイドル」（The Importance of Being Idle）は、イギリスのロックバンド・オアシスの楽曲。6枚目のオリジナル・アルバム『ドント・ビリーヴ・ザ・トゥルース』からのシングルカット。

## 概要
前作に続いて全英チャートの1位を記録。シングルで1位を獲得したのはこれが最後である。
プロモーション・ビデオにはリス・エヴァンスが出演（監督はカイリー・ミノーグやビョークなどを手がけたドーン・シャドフォース）。メンバーも全員参加しているが、あまり映像には写っていない(特にゲムとアンディ、ザックはさっと出るくらいである)。
日本においては、イントロの一部が水戸黄門の主題歌に似ているとネットで話題になったことがある。

## 収録曲
- CD RKIDSCD 31[2]

1. "インポータンス・オヴ・ビーイング・アイドル" - The Importance of Being Idle(ノエル・ギャラガー) - 3:43
2. "パス・ミー・ダウン・ザ・ワイン" - Pass Me Down the Wine (リアム・ギャラガー) - 3:51
3. "クワイエット・ワンズ" -The Quiet Ones (ゲム・アーチャー) - 2:01

- 7" RKID 31[3]

1. "インポータンス・オヴ・ビーイング・アイドル" - The Importance of Being Idle(ノエル・ギャラガー) - 3:43
2. "パス・ミー・ダウン・ザ・ワイン" - Pass Me Down the Wine (リアム・ギャラガー) - 3:51

- DVD RKIDSDVD 31[4]

1. "インポータンス・オヴ・ビーイング・アイドル" - The Importance of Being Idle - 3:41
2. "インポータンス・オヴ・ビーイング・アイドル(デモ)" - The Importance of Being Idle (demo) - 3:40
3. "インポータンス・オヴ・ビーイング・アイドル（ビデオ)" - The Importance of Being Idle (video) - 4:03
4. "ザ・メイキング・オヴ(ドキュメンタリー)" - The Making of (Documentary) - 5:22

- Promo CD RKIDSCD 31P[5]

1. "インポータンス・オヴ・ビーイング・アイドル(ラジオ・エディット)" - The Importance of Being Idle (radio edit) - 3:37

## パーソナル
- ノエル・ギャラガー - ボーカル、リード・ギター、ソングライティング、プロダクション
- アンディ・ベル - ベース
- ザック・スターキー - ドラムス
- ゲム・アーチャー - ギター・キーボード

## チャートと認定

### 順位
| チャート (2006)                  | 最高位 |
| -------------------------------- | ------ |
| アイルランド (IRMA)              | 15     |
| イタリア (FIMI)                  | 1      |
| 日本 (Oricon)                    | 98     |
| オランダ (Single Top 100)        | 84     |
| スウェーデン (Sverigetopplistan) | 40     |
| スイス (Schweizer Hitparade)     | 57     |
| UK シングルス (OCC)              | 1      |

| 国/地域                                             | 認定   | 認定/売上数 |
| --------------------------------------------------- | ------ | ----------- |
| イギリス (BPI)                                      | Silver | 200,000^    |
| * 認定のみに基づく売上数 ^ 認定のみに基づく出荷枚数 |        |             |